# النيابة العامة (الكويت)
النيابة العامة الكويتية أو النيابة العامة في الكويت، هي إحدى شعب السلطة القضائية في دولة الكويت، وتختص بمباشرة الدعوى العمومية باسم المجتمع، وتتمثل إختصاصاتها في التحقيق والتصرف والادعاء في الجنايات وبعض الجنح الهامة التي نص القانون على اختصاص النيابة العامة بها. وتشرف أيضا على تنفيذ الأحكام الجزائية، كما يكون مأموري الضبط القضائي فيما يتعلق بأعمال وظائفهم تابعين للنيابة العامة، ولها عليهم حق الإشراف فيما يقومون به من أعمال التحقيق وجمع الاستدلالات.

## النائب العام
يؤدي وظيفة النيابة العامة، النائب العام، وعدد كافٍ من المحامين العامين الأول والمحامين العامين ورؤساء النيابة ووكلائها، ويحل أقدم المحامين العامين الأول أو المحامين العامين محل النائب العام في جميع اختصاصاته عند غيابه أو خلو منصبه أو قيام مانع لديه. يكون التعيين في وظائف النيابة العامة الأخرى والترقية إليها وفق مرسوم بناء على عرض وزير العدل بعد موافقة المجلس الأعلى للقضاء، عدا التعيين في درجة وكيل نيابة (ج) فيصدر به قرار من وزير العدل بعد أخذ رأي النائب العام وموافقة المجلس الأعلى للقضاء.

## درجات أعضاء النيابة العامة
1. النائب العام
2. محامي عام أول
3. محامي عام
4. رئيس نيابة (أ)
5. رئيس نيابة (ب)
6. وكيل نيابة (أ)
7. وكيل نيابة (ب)
8. وكيل نيابة (ج)

## أجهزة النيابة العامة
الأجهزة الملحقة بمكتب النائب العام
- إدارة مكتب النائب العام
- التفتيش القضائي للنيابةالعامة
- جهاز حماية المديونيات
- مكتب استرداد الأموال وإدارتها
- مكتب فحص البلاغات والشكاوى

المكتب الفني للنيابة العامة
النيابة الكلية
يرأس النيابة الكلية النائب العام.
النيابات الجزئية
- نيابة العاصمة
- نيابة حولي
- نيابة الفروانية
- نيابة مبارك الكبير
- نيابة الأحمدي
- نيابة الجهراء

النيابات التخصصية
- نيابة الأموال العامة ومكافحة غسل الأموال
- نيابة الشئون التجارية
- نيابة شؤون الاعلام والمعلومات والنشر
- نيابة الأحداث
- نيابة الأسرة
- نيابة التنفيذ الجنائي
- نيابة التعاون الدولي
- نيابة أسواق المال

## النائب العام
رأس النيابة العامة الكويتية كل من:
- المستشار ضرار العسعوسي ما بين 2012[1] و2022.
- المستشار سعد الصفران منذ 2022.